# Магдалина Тишинова
Магдалина (Магдалена, Магда) Якова Железарова-Тишинова е българска медицинска деятелка и общественичка от Македония, дипломирана българска акушерка в Солун, а по-късно първата в Петрич и Горна Джумая (днес Благоевград).

## Биография
Родена е в 1876 година в българския южномакедонски град Кукуш, тогава в Османската империя, днес Килкис в Гърция, в семейството на Яко Железаров. Нейна по-малка сестра е Велика Железарова-Хаджистоянова.
Задомява се в родния си град Кукуш. В 1902 година се ражда синът ѝ Георги Тишинов. По-късно се преселва в Солун. В 1907 година завършва Цариградския императорски отомански медицински институт. Назначена е за общинска акушерка в Солун, към 1908 година е една от двете дипломирани акушерки в града.
През Междусъюзническата война изпраща 10-годишния си син Георги при сестра си във Варна, за да го предпази от погромите в Солун. След Първата световна война се преселва в България и през 1918 година постъпва като акушерка на общинска служба в Петрич. След една  година се установява в Горна Джумая и при нея отива и синът ѝ Георги. Тя е първата акушерка в Петрич и Горна Джумая и единствена такава към 1920 година в Петрички окръг.
По това време в града се създава първата градска амбулатория от д-р Перикъл Джогов, който кани в нея Магдалина Тишинова (1920). Наред с работата си като акушерка тя поема и функциите на медицинска сестра и санитарка. Тъй като липсва родилен дом, извършва ражданията по домовете, а след това подкрепя и напътства майките при отглеждането на децата.
Магдалина Тишинова е и активна общественичка, деятелка и председателка на Женското дружество в града.
Има четири деца: трима сина – Благой, Димитър и Георги, и една дъщеря – Мария. Синът ѝ Георги е известният, обичан от благоевградчаните поет и доктор Тишинов, Благой е учител и дългогодишен директор на прогимназията в Благоевград.
Умира в 1952 година в София.

## Родословие
|                |                |                |                |                              |                |  |  |                                  |                                  |                                  |                                  |                                  |                                  |  |  | Яко Железаров (1843 – 1913)     | Яко Железаров (1843 – 1913)     | Яко Железаров (1843 – 1913)     | Яко Железаров (1843 – 1913)     | Яко Железаров (1843 – 1913)     | Яко Железаров (1843 – 1913)     |  |  | София (Цофа) Бангова (1848 – 1933) | София (Цофа) Бангова (1848 – 1933) | София (Цофа) Бангова (1848 – 1933) | София (Цофа) Бангова (1848 – 1933) | София (Цофа) Бангова (1848 – 1933) | София (Цофа) Бангова (1848 – 1933) |  |  |                                |                                |                                |                                |                                |                                |  |  |         |         |         |         |         |         |  |  |
|                |                |                |                |                              |                |  |  |                                  |                                  |                                  |                                  |                                  |                                  |  |  | Яко Железаров (1843 – 1913)     | Яко Железаров (1843 – 1913)     | Яко Железаров (1843 – 1913)     | Яко Железаров (1843 – 1913)     | Яко Железаров (1843 – 1913)     | Яко Железаров (1843 – 1913)     |  |  | София (Цофа) Бангова (1848 – 1933) | София (Цофа) Бангова (1848 – 1933) | София (Цофа) Бангова (1848 – 1933) | София (Цофа) Бангова (1848 – 1933) | София (Цофа) Бангова (1848 – 1933) | София (Цофа) Бангова (1848 – 1933) |  |  |                                |                                |                                |                                |                                |                                |  |  |         |         |         |         |         |         |  |  |
|                |                |                |                |                              |                |  |  |                                  |                                  |                                  |                                  |                                  |                                  |  |  |                                 |                                 |                                 |                                 |                                 |                                 |  |  |                                    |                                    |                                    |                                    |                                    |                                    |  |  |                                |                                |                                |                                |                                |                                |  |  |         |         |         |         |         |         |  |  |
|                |                |                |                |                              |                |  |  |                                  |                                  |                                  |                                  |                                  |                                  |  |  |                                 |                                 |                                 |                                 |                                 |                                 |  |  |                                    |                                    |                                    |                                    |                                    |                                    |  |  |                                |                                |                                |                                |                                |                                |  |  |         |         |         |         |         |         |  |  |
| Христо Тишинов | Христо Тишинов | Христо Тишинов | Христо Тишинов | Христо Тишинов               | Христо Тишинов |  |  | Магдалина Тишинова (1876 – 1952) | Магдалина Тишинова (1876 – 1952) | Магдалина Тишинова (1876 – 1952) | Магдалина Тишинова (1876 – 1952) | Магдалина Тишинова (1876 – 1952) | Магдалина Тишинова (1876 – 1952) |  |  | Велика Хаджистоянова (1886 – ?) | Велика Хаджистоянова (1886 – ?) | Велика Хаджистоянова (1886 – ?) | Велика Хаджистоянова (1886 – ?) | Велика Хаджистоянова (1886 – ?) | Велика Хаджистоянова (1886 – ?) |  |  | Йосиф Хаджистоянов (1880 – 1939)   | Йосиф Хаджистоянов (1880 – 1939)   | Йосиф Хаджистоянов (1880 – 1939)   | Йосиф Хаджистоянов (1880 – 1939)   | Йосиф Хаджистоянов (1880 – 1939)   | Йосиф Хаджистоянов (1880 – 1939)   |  |  | Мария Железарова (1870 – 1961) | Мария Железарова (1870 – 1961) | Мария Железарова (1870 – 1961) | Мария Железарова (1870 – 1961) | Мария Железарова (1870 – 1961) | Мария Железарова (1870 – 1961) |  |  | Тодоров | Тодоров | Тодоров | Тодоров | Тодоров | Тодоров |  |  |
| Христо Тишинов | Христо Тишинов | Христо Тишинов | Христо Тишинов | Христо Тишинов               | Христо Тишинов |  |  | Магдалина Тишинова (1876 – 1952) | Магдалина Тишинова (1876 – 1952) | Магдалина Тишинова (1876 – 1952) | Магдалина Тишинова (1876 – 1952) | Магдалина Тишинова (1876 – 1952) | Магдалина Тишинова (1876 – 1952) |  |  | Велика Хаджистоянова (1886 – ?) | Велика Хаджистоянова (1886 – ?) | Велика Хаджистоянова (1886 – ?) | Велика Хаджистоянова (1886 – ?) | Велика Хаджистоянова (1886 – ?) | Велика Хаджистоянова (1886 – ?) |  |  | Йосиф Хаджистоянов (1880 – 1939)   | Йосиф Хаджистоянов (1880 – 1939)   | Йосиф Хаджистоянов (1880 – 1939)   | Йосиф Хаджистоянов (1880 – 1939)   | Йосиф Хаджистоянов (1880 – 1939)   | Йосиф Хаджистоянов (1880 – 1939)   |  |  | Мария Железарова (1870 – 1961) | Мария Железарова (1870 – 1961) | Мария Железарова (1870 – 1961) | Мария Железарова (1870 – 1961) | Мария Железарова (1870 – 1961) | Мария Железарова (1870 – 1961) |  |  | Тодоров | Тодоров | Тодоров | Тодоров | Тодоров | Тодоров |  |  |
|                |                |                |                |                              |                |  |  |                                  |                                  |                                  |                                  |                                  |                                  |  |  |                                 |                                 |                                 |                                 |                                 |                                 |  |  |                                    |                                    |                                    |                                    |                                    |                                    |  |  |                                |                                |                                |                                |                                |                                |  |  |         |         |         |         |         |         |  |  |
|                |                |                |                | Георги Тишинов (1902 – 1966) |                |  |  |                                  |                                  |                                  |                                  |                                  |                                  |  |  |                                 |                                 |                                 |                                 |                                 |                                 |  |  |                                    |                                    |                                    |                                    |                                    |                                    |  |  |                                |                                |                                |                                |                                |                                |  |  |         |         |         |         |         |         |  |  |